# Cymiphis cymosus
Cymiphis cymosus är en spindeldjursart som först beskrevs av Lee 1966.  Cymiphis cymosus ingår i släktet Cymiphis och familjen Ologamasidae. Inga underarter finns listade i Catalogue of Life.